# Diocesi di Ariasso
La diocesi di Ariasso (in latino Dioecesis Ariassensis) è una sede soppressa del patriarcato di Costantinopoli e una sede titolare della Chiesa cattolica.

## Storia
Ariasso, identificabile con le rovine nei pressi di Bademagaci nell'odierna Turchia, è un'antica sede episcopale della provincia romana della Panfilia Seconda nella diocesi civile di Asia. Faceva parte del patriarcato di Costantinopoli ed era suffraganea dell'arcidiocesi di Perge.
La diocesi è documentata nelle Notitiae Episcopatuum del patriarcato di Costantinopoli fino al XII secolo.
Michel Le Quien attribuisce ad Ariasso tre vescovi: Pammenio, che prese parte al concilio di Costantinopoli del 381; Teofilo, che intervenne al concilio di Calcedonia del 451; e Giovanni, che sottoscrisse nel 458 la lettera dei vescovi della Panfilia Seconda all'imperatore Leone I dopo la morte del patriarca Proterio di Alessandria.
Dal XIX secolo Ariasso è annoverata tra le sedi vescovili titolari della Chiesa cattolica; la sede è vacante dal 26 aprile 1968.

## Cronotassi

### Vescovi greci
- Pammenio † (menzionato nel 381)
- Teofilo † (menzionato nel 451)
- Giovanni † (menzionato nel 458)

### Vescovi titolari
- Jules-Joseph Moury, S.M.A. † (17 novembre 1911 - 29 marzo 1935 deceduto)[6]
- Leoncio Fernández Galilea, C.M.F. † (18 giugno 1935 - 15 febbraio 1957 deceduto)[7]
- Jean Fryns, C.S.Sp. † (12 aprile 1957 - 10 novembre 1959 nominato vescovo di Kindu)[8]
- Cesare Gerardo Maria Vielmo Guerra, O.S.M. † (19 dicembre 1959 - 16 giugno 1963 deceduto)[9]
- Ignacio María de Orbegozo y Goicoechea † (29 ottobre 1963 - 26 aprile 1968 nominato vescovo di Chiclayo)[10]